# Pachydema dubitalis
Pachydema dubitalis är en skalbaggsart som beskrevs av Edmund Reitter 1902. Pachydema dubitalis ingår i släktet Pachydema och familjen Melolonthidae. Inga underarter finns listade i Catalogue of Life.